# Brun pelikan
Brun pelikan (latin: Pelecanus occidentalis) er en pelikan, der lever ud for kysterne af Amerika (USA til Ecuador).